# Молодецкое (Херсонская область)
Молодецкое (укр. Молодецьке) — посёлок в Белозёрской поселковой общине Херсонского района Херсонской области Украины.
Почтовый индекс — 75014. Телефонный код — 5547. Код КОАТУУ — 6520385804.

## Население
Население по переписи 2001 года составляло 284 человека.

### Языковой состав
Родной язык населения по данным переписи 2001 года:
| Язык       | Численность, чел. | Доля     |
| ---------- | ----------------- | -------- |
| Украинский | 168               | 59,16 %  |
| Русский    | 24                | 8,45 %   |
| Армянский  | 7                 | 2,46 %   |
| Другое     | 85                | 29,93 %  |
| Итого      | 284               | 100,00 % |

## Местный совет
75014, Херсонская обл., Белозёрский р-н, пос. Миролюбовка, ул. Зелёная, 24